# Junk Bay
Junk Bay (kinesiska: 將軍澳, 将军澳) är en vik i Hongkong (Kina). Den ligger i den centrala delen av Hongkong.